# Szołtany
Szołtany (lit. Šaltėnai , biał. Шолтан) – wieś w Polsce położona w województwie podlaskim, w powiecie sejneńskim, w gminie Puńsk.
Wieś powstała na przełomie XIII-XIV wieku. Do 1597 roku Szołtany nosiły nazwę Studencza, kiedy to król Zygmunt III Waza zmienił nazwę wsi na dziś obecną, w tym samym też roku, król przeznaczył na utrzymanie parafii Puńsk 8 włóków ziemi, zaś w 1606 roku 15 włóków. Do 1795 roku wieś należała do Wielkiego Księstwa Litewskiego, zaś od 1807 do 1815 roku do Księstwa Warszawskiego, potem od upadku Księstwa, czyli od roku 1815 do 1918, Szołtany były pod zaborem Caratu Rosyjskiego. 
W Szołtanach istniał folwark, gdzie w XIX wieku miał 4 domy i 11 mieszkańców. W 1827 roku w Szołtanach mieszkało 195 osób wliczając w to włączoną Juryzdykę Szołtańską.
Po I wojnie światowej ziemie Folwarku Szołtany rozdano dla polskich legionistów.
Według danych z 1921 roku w Szołtanach mieszkały 152 osoby.
Od 1919 do 1952 roku Szołtany administracyjnie należały do gminy Sejwy, zaś od 1952 roku do chwili obecnej należą do gminy Puńsk.
W latach 1975–1998 miejscowość administracyjnie należała do województwa suwalskiego.
Przez Szołtany płynie rzeka Marycha. We wsi znajdują się trzy przystanki autobusowe, gdzie jeden z nich jest wykonany z pustaków, a w nich wyrzeźbione kamienne Słupy Giedymina.
W 2011 we wsi mieszkało 117 osób, zaś w 2021 liczba ludności zmniejszyła się do 93 ludzi. Obecnie sołtysem wsi Szołtany jest Kamil Robak.

## Ludzie związani z Szołtanami:
- Stanisław Lemiesz – polski rolnik i polityk, poseł na Sejm PRL IX Kadencji.